# Шум (песма)
Шум (укр. Шум) је песма украјинског електро-фолк бенда Go A. Представљала је Украјину на Песми Евровизије 2021. у Ротердаму. То је друга песма која је у потпуности отпевана на украјинском језику која представља земљу на Евровизији (прва је била „Соловеј“, такође песма групе Go A из 2020), али прва која се такмичи на Евровизији због отказивања такмичења 2020. године због пандемије ковида 19.
Композиција „Шум” се пласирала у финале Евровизије 2021. где је завршила на петом месту са добијена 364 бода. Песма је била другопласирана на јавном гласању, иза победничке песме из Италије. Освојила је 267 бодова, укључујући максималних 12 бодова из пет земаља. Евровизијска верзија песме заузела је водећу позицију на глобалној дневној листи Spotify Viral 50 24. маја 2021, где се задржала до 1. јуна, а водила је недељну листу 27. маја. Песма се пласирала на Billboard Global 200, 5. јуна, на 158. месту, поставши прва песма на украјинском језику која је достигла то место на листи. Исте недеље је достигла 80. место на Billboard Global Excl. U.S.

## Спот
Група је 22. јануара 2021. представила музички спот за песму на YouTube каналу бенда. Мање од три недеље касније, клип је достигао милион прегледа. Павленко је прокоментарисао да је снимак направљен камером мобилног телефона и, упркос очигледној теми пандемије, њихова намера је била да само експериментишу и сниме неки смешан видео. За потребе презентације песме у оквиру Евровизије, снимили су нови музички спот у шуми у близини нуклеарне електране у Чернобиљу.

### Евровизијска верзија
У марту је објављена нова верзија песме са новим спотом. Оригинална верзија је била предугачка и позајмљена је из постојећих традиционалних песама, што је забрањено правилима Евровизије. Павленко је коментарисао да се бенд мучио да смање оригиналну верзију песме на три минута па су одлучили да осмисле „наставак“. Павленко је објаснио да оригинална песма „Шум” није написана имајући у виду правила Евровизије и да је била намењена  концертној турнеји бенда, након отказивања Евровизије 2020. г. Сврха оригиналне нумере је била да рекреира народни ритуал на живим наступима са својом публиком.
Нова верзија песме је прилагођена за Евровизију и базирана је на народним песмама веснијанка. По Павленковим речима, нова верзија је требало да има „позитивнију енергију“, пошто је првобитна верзија, заснована на народном обреду, „мало напета“.